# Эчо
Эчо (англ. Mount Etjo) — столовая гора в Намибии.
Гора Эчо находится в центральной части Намибии, в 70 километрах южнее от Очиваронго, на территории резервата-заповедника Оконджати. Верхняя, «столовая» часть горы находится на высоте 2086 метров над уровнем моря и возвышается над окружающей равниной на 500 метров. Плоскость стола протянулась на 10 километров и разделена впадиной на две неравные части — площадью соответственно в 5 км² и 3,5 км².
Для населяющего этот район народа гереро гора Эчо является мистическим символом и святыней, с которой связаны старинные предания и элементы фольклора. Особую роль священная гора играла в XIX столетии, во время борьбы гереро с германскими колонизаторами. Именно на горе Эчо 8-9 апреля 1989 года происходило экстренное заседание особой комиссии ООН, состоявшей из делегаций Анголы, Кубы, США и СССР, и подтвердившая условия предоставления независимости Намибии.